# Pyrinia subsanguinea
Pyrinia subsanguinea là một loài bướm đêm trong họ Geometridae.